# Кригер, Андреас
Андре́ас Кри́гер (нем. Andreas Krieger; 20 июля 1966, Восточный Берлин, ГДР) — немецкий спортсмен. Получил известность как Ха́йди Кри́гер (нем. Heidi Krieger), будучи членом женской легкоатлетической команды ГДР.

## Карьера
Хайди Кригер родилась в Восточном Берлине, ГДР, 20 июля 1966 года. С раннего возраста занималась лёгкой атлетикой.
Уже в подростковом возрасте принимала анаболические стероиды и мужские гормоны по предписанию тренера.
В 1986 году на чемпионате Европы в Штутгарте спортсменка выиграла золотую медаль в толкании ядра. Вскоре её стали мучить боли в спине, из-за чего пришлось сделать длительный перерыв в тренировках. После объединения ГДР и ФРГ она попыталась вернуться в большой спорт, но из этого ничего не вышло.
Постепенно к Хайди Кригер пришло осознание своей транссексуальности. В 1997 году, в возрасте 31 года, она легла на операцию по коррекции пола, затем поменяла документы и официально стала Андреасом Кригером.
Андреас Кригер давал показания по делу знаменитых тренеров, замешанных в допинговых преступлениях. Ответчиками на процессе выступали 74-летний Манфред Эвальд (Manfred Ewald, президент Немецкого спортивно-гимнастического союза ГДР), и 66-летний Манфред Хёппнер (Manfred Hoeppner, бывший вице-директор спортивной медицинской службы ГДР). Кригер считает, что приём гормональных препаратов мог поспособствовать развитию у него транссексуальности. В 2000 году Эвальд и Хёппнер были признаны виновными в причастности к нанесению вреда 142 атлетам, в том числе несовершеннолетним.
Сейчас Кригер проживает в Магдебурге (столица земли Саксония-Анхальт, Германия), он владелец единственного в городе магазина по продаже военной формы и походного снаряжения, женат на бывшей пловчихе Уте Краузе, растит дочь.
«Медаль Хайди Кригер» (нем. Heidi-Krieger-Medaille) присуждается людям, внёсшим существенный вклад в борьбу с применением допинга в спорте.